# Йосипівка (зупинний пункт, Львівська залізниця)
Йо́сипівка — пасажирський залізничний зупинний пункт Тернопільської дирекції Львівської залізниці на лінії Березовиця-Острів — Ходорів між станціями Потутори (15 км) та Козова (4 км). Розташований біля села Йосипівка Тернопільського району Тернопільської області

## Пасажирське сполучення
Приміське сполучення здійснюється дизель-поїздами за напрямком Тернопіль — Ходорів.